# 环县塔
环县塔，位于中国甘肃省庆阳市环县，为一个全国重点文物保护单位，类型为古建筑。
环县塔的历史年代为宋代。